# Чемпіонат Італії з футболу 1928–1929
Сезон 1928–29 — 29-й сезон чемпіонату Італії з футболу, третє й останнє змагання, що проводилося в рамках Дивізіоне Націонале — єдиного загальнонаціонального футбольного дивізіону. З наступного сезону футбольний чемпіонат Італії переходив на систему ліг («серій»), тож у рамках сезону 1928-29 окрім визначення чемпіона країни здійснювався розподіл команд-учасниць на тих, що з наступного сезону розпочнуть змагання в елітній Серії A, та тих, що будуть змагатися у Серії B та Пріма Дівізіоне.
Формат чемпіонату передбачав проведення групового турніру у двох групах по 16 команд у кожній та національного фіналу, в якому чемпіонський титул розігрували між собою переможці попереднього раунду в обох групах. Спочатку передбачалося, що право участі у Серії A наступного сезону отримають по 8 найкращих команд кожної з груп; команди, що зайняли у своїй групі місця з 9 по 14 наступного сезону, змагатимуться у Серії B; а по дві найгірші команди кожної з груп будуть відправлені до Пріма Дівізіоне. Згодом цю схему було переглянуто, і учасниками першого в історії турніру в Серії A стали по 9 найкращих команд кожної з груп сезону 1928-29, а решта учасників цього змагання наступний сезон проводили в Серії B.
Переможцями змагань у своїх групах на першому етапі стали «Торіно» та «Болонья», які розіграли чемпіонський титул у національному фіналі. У фіналі, який за регламентом складався з двох матчів, команди обмінялися перемогами, тож був призначений додатковий матч. У цьому вирішальному матчі сильнішою виявилася «Болонья», для якої цей титул чемпіона Італії став другим в історії.
Найкращим бомбардиром сезону став нападник «Торіно», що змагався у Групі A, Джино Россетті, який відзначився 36 забитими голами. В іншій групі турніру (Групі B) найбільшу результативність продемонстрував Джузеппе Меацца з «Амброзіани», на рахунку якого було 33 забитих голи.

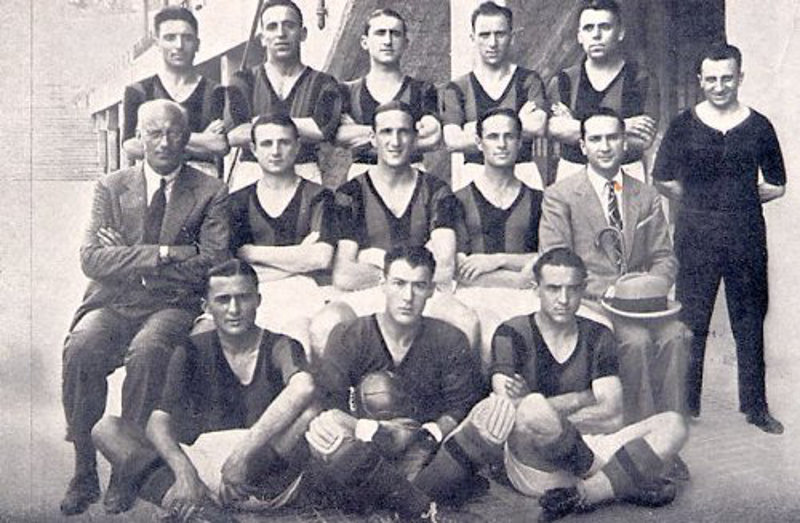
«Болонья» у сезоні 1928/29:
Верхній ряд: Федеріко Бузіні, Джузеппе Делла Валле, Анджело Ск'явіо (каптіан), Антоніо Бузіні, Джузеппе Муцціолі
Середній ряд: Германн Фельснер (тренер), П'єтро Дженовезі, Гастоне Бальді, Альфредо Пітто
Нижній ряд: Еральдо Мондзельйо, Маріо Джанні (воротар), Феліче Гаспері

| Чемпіон Італії 1928/1929 |
| ------------------------ |
| «Болонья» 2-й титул      |

## Груповий турнір

### Група A

#### Турнірна таблиця
|                                        |     | Турнірна таблиця 1928—1929 — Група A | О  | І  | В  | Н  | П  | М+  | М- |
| -------------------------------------- | --- | ------------------------------------ | -- | -- | -- | -- | -- | --- | -- |
| Кваліфікувався до національного фіналу | 1.  | »Торіно"                             | 48 | 30 | 21 | 6  | 3  | 115 | 31 |
|                                        | 2.  | «Мілан»                              | 42 | 30 | 18 | 6  | 6  | 77  | 34 |
|                                        | 3.  | «Рома»                               | 40 | 30 | 17 | 6  | 7  | 71  | 34 |
|                                        | 4.  | «Алессандрія»                        | 40 | 30 | 16 | 8  | 6  | 64  | 47 |
|                                        | 5.  | «Про Патрія»                         | 36 | 30 | 15 | 6  | 9  | 68  | 52 |
|                                        | 6.  | «Модена»                             | 35 | 30 | 14 | 7  | 9  | 59  | 51 |
|                                        | 7.  | «Ліворно»                            | 32 | 30 | 13 | 6  | 11 | 61  | 62 |
|                                        | 8.  | «Падова»                             | 30 | 30 | 11 | 8  | 11 | 53  | 58 |
|                                        | 9.  | «Трієстіна»                          | 29 | 30 | 12 | 5  | 13 | 60  | 68 |
| Вибув до Серії B                       | 10. | «Казале»                             | 23 | 30 | 8  | 7  | 15 | 59  | 72 |
| Вибув до Серії B                       | 11. | «Ла Домінанте»                       | 23 | 30 | 8  | 7  | 15 | 38  | 68 |
| Вибув до Серії B                       | 12. | «Новара»                             | 23 | 30 | 8  | 7  | 15 | 40  | 77 |
| Вибув до Серії B                       | 13. | «Барі»                               | 22 | 30 | 6  | 10 | 14 | 38  | 61 |
| Вибув до Серії B                       | 14. | «Аталанта»                           | 20 | 30 | 6  | 8  | 16 | 27  | 53 |
| Вибув до Серії B                       | 15. | «Прато»                              | 19 | 30 | 7  | 5  | 18 | 36  | 63 |
| Вибув до Серії B                       | 16. | «Леньяно»                            | 18 | 30 | 7  | 4  | 19 | 33  | 68 |

#### Таблиця результатів
|                   | 1   | 2   | 3   | 4   | 5   | 6   | 7    | 8   | 9   | 10  | 11  | 12  | 13  | 14  | 15  | 16   |
| ----------------- | --- | --- | --- | --- | --- | --- | ---- | --- | --- | --- | --- | --- | --- | --- | --- | ---- |
| 1. «Алессандрія»  |     | 2-2 | 6-3 | 1-1 | 4-0 | 2-0 | 5-1  | 1-0 | 3-1 | 3-0 | 2-1 | 2-1 | 4-1 | 0-2 | 3-3 | 2-0  |
| 2. «Аталанта»     | 0-2 |     | 0-0 | 2-0 | 2-0 | 2-0 | 0-3  | 0-1 | 0-0 | 2-0 | 2-2 | 2-0 | 0-0 | 1-3 | 0-1 | 4-1  |
| 3. «Барі»         | 4-1 | 1-1 |     | 1-4 | 3-2 | 2-0 | 1-1  | 2-2 | 2-3 | 3-3 | 4-1 | 0-3 | 0-0 | 2-1 | 0-2 | 4-2  |
| 4. «Казале»       | 1-4 | 1-0 | 0-0 |     | 1-1 | 6-0 | 7-2  | 3-3 | 5-2 | 6-2 | 3-0 | 4-2 | 3-3 | 1-5 | 0-1 | 1-4  |
| 5. «Ла Домінанте» | 0-1 | 2-2 | 1-0 | 2-2 |     | 3-2 | 2-0  | 0-2 | 0-0 | 4-2 | 0-3 | 3-2 | 3-5 | 1-2 | 1-1 | 2-0  |
| 6. «Леньяно»      | 1-1 | 1-1 | 2-1 | 5-2 | 0-1 |     | 1-0  | 1-5 | 0-3 | 0-0 | 1-0 | 2-0 | 1-0 | 1-2 | 1-2 | 2-3  |
| 7. «Ліворно»      | 2-2 | 3-2 | 1-1 | 5-0 | 8-1 | 4-1 |      | 1-0 | 2-0 | 5-3 | 2-0 | 2-1 | 2-2 | 1-0 | 1-3 | 1-1  |
| 8. «Мілан»        | 2-2 | 5-1 | 5-1 | 3-1 | 5-2 | 6-1 | 2-1  |     | 1-1 | 7-0 | 1-2 | 4-0 | 3-2 | 0-1 | 3-1 | 2-1  |
| 9. «Модена»       | 1-1 | 4-0 | 2-1 | 4-0 | 1-0 | 3-2 | 5-1  | 3-0 |     | 1-1 | 5-1 | 0-0 | 1-1 | 3-1 | 1-5 | 4-2  |
| 10. «Новара»      | 0-1 | 5-1 | 2-0 | 2-0 | 0-0 | 1-1 | 0-2  | 1-4 | 4-2 |     | 1-1 | 2-1 | 3-2 | 1-3 | 1-7 | 2-1  |
| 11. «Падова»      | 3-3 | 1-0 | 5-0 | 3-3 | 0-0 | 3-1 | 4-3  | 1-2 | 2-3 | 2-2 |     | 2-1 | 4-3 | 4-3 | 0-0 | 2-2  |
| 12. «Прато»       | 3-1 | 0-0 | 2-0 | 3-0 | 2-1 | 1-0 | 2-3  | 0-2 | 2-3 | 1-2 | 1-3 |     | 2-2 | 0-0 | 0-2 | 2-1  |
| 13. «Про Патрія»  | 4-0 | 2-0 | 2-1 | 2-1 | 2-3 | 2-1 | 2-1  | 0-4 | 3-1 | 7-0 | 3-0 | 5-1 |     | 4-3 | 1-3 | 2-1  |
| 14. «Рома»        | 2-2 | 3-0 | 0-0 | 2-1 | 3-1 | 4-1 | 0-0  | 1-1 | 5-0 | 4-0 | 1-2 | 4-0 | 3-0 |     | 6-1 | 4-0  |
| 15. «Торіно»      | 6-1 | 7-0 | 0-0 | 4-0 | 8-1 | 7-0 | 10-1 | 2-2 | 3-1 | 5-0 | 3-1 | 9-1 | 2-3 | 3-0 |     | 12-0 |
| 16. «Трієстіна»   | 2-1 | 2-0 | 7-1 | 4-2 | 5-1 | 1-4 | 4-2  | 1-0 | 3-1 | 1-0 | 3-0 | 2-2 | 1-3 | 3-3 | 2-2 |      |

#### Бомбардири
Найвлучніші гравці групи А:
|     | Гравець               | Команда       | Голів |
| --- | --------------------- | ------------- | ----- |
| 1°  | Джино Роззетті        | «Торіно»      | 36    |
| 2°  | Карло Регуццоні       | «Про Патрія»  | 29    |
| 3°  | П'єро Пасторе         | «Мілан»       | 26    |
| 4°  | Родольфо Волк         | «Рома»        | 25    |
|     | Джузеппе Сантагостіно | «Мілан»       | 25    |
| 6°  | Джованні Веккіна      | «Падова»      | 24    |
| 7°  | Хуліо Лібонатті       | «Торіно»      | 22    |
| 8°  | Ельвіо Банкеро        | «Алессандрія» | 21    |
|     | Лучіано Веццані       | «Торіно»‎      | 21    |
| 10° | Рафаеле Костантіно    | «Барі»        | 18    |
|     | Маріо Маньйоцці       | «Ліворно»     | 18    |
|     | Бруно Маіні           | «Ліворно»     | 18    |
| 13° | Родольфо Остроманн    | «Трієстіна»   | 17    |
| 14° | Ренато Каттанео       | «Алессандрія» | 15    |

### Група B

#### Турнірна таблиця
|                                            |     | Турнірна таблиця 1928—1929 — Група B | О  | І  | В  | Н | П  | М+ | М-  |
| ------------------------------------------ | --- | ------------------------------------ | -- | -- | -- | - | -- | -- | --- |
| Кваліфікувався до національного фіналу     | 1.  | «Болонья»                            | 49 | 30 | 22 | 5 | 3  | 84 | 32  |
| Кваліфікувався до Кубка Центральної Європи | 2.  | «Ювентус»                            | 41 | 30 | 16 | 9 | 5  | 76 | 25  |
|                                            | 3.  | «Брешія»                             | 41 | 30 | 18 | 5 | 7  | 67 | 35  |
| Кваліфікувався до Кубка Центральної Європи | 4.  | «Дженова 1893»                       | 39 | 30 | 17 | 5 | 8  | 71 | 35  |
|                                            | 5.  | «Про Верчеллі»                       | 38 | 30 | 16 | 6 | 8  | 71 | 40  |
|                                            | 6.  | «Амброзіана»                         | 37 | 30 | 17 | 3 | 10 | 95 | 38  |
|                                            | 7.  | «Кремонезе»                          | 33 | 30 | 14 | 5 | 11 | 46 | 43  |
|                                            | 8.  | «Лаціо»                              | 29 | 30 | 13 | 3 | 14 | 47 | 39  |
|                                            | 9.  | «Наполі»                             | 29 | 30 | 11 | 7 | 12 | 61 | 64  |
| Вибув до Серії B                           | 10. | «Б'єллезе»                           | 27 | 30 | 11 | 5 | 14 | 34 | 56  |
| Вибув до Серії B                           | 11. | «Венеція»                            | 26 | 30 | 10 | 6 | 14 | 53 | 65  |
| Вибув до Серії B                           | 12. | «Пістойєзе»                          | 25 | 30 | 9  | 7 | 14 | 36 | 65  |
| Вибув до Серії B                           | 13. | «Верона»                             | 25 | 30 | 10 | 5 | 15 | 32 | 73  |
| Вибув до Серії B                           | 14. | «Фіумана»                            | 16 | 30 | 4  | 8 | 18 | 32 | 73  |
| Вибув до Серії B                           | 15. | «Реджана»                            | 13 | 30 | 3  | 7 | 20 | 51 | 103 |
| Вибув до Серії B                           | 16. | «Фіорентіна»                         | 12 | 30 | 5  | 2 | 23 | 26 | 96  |

#### Таблиця результатів
|                    | 1   | 2   | 3    | 4   | 5   | 6    | 7    | 8   | 9   | 10  | 11  | 12  | 13  | 14  | 15   | 16   |
| ------------------ | --- | --- | ---- | --- | --- | ---- | ---- | --- | --- | --- | --- | --- | --- | --- | ---- | ---- |
| 1. «Амброзіана»    |     | 7-0 | 1-1  | 5-1 | 0-1 | 3-0  | 8-1  | 0-1 | 4-2 | 3-1 | 8-1 | 9-1 | 3-0 | 5-1 | 10-2 | 9-0  |
| 2. «Б'єллезе»      | 2-1 |     | 1-1  | 0-2 | 2-1 | 3-1  | 1-0  | 2-1 | 1-3 | 2-0 | 3-2 | 1-0 | 1-2 | 3-0 | 2-1  | 3-0  |
| 3. «Болонья»       | 3-1 | 3-0 |      | 1-0 | 6-0 | 3-0  | 2-0  | 3-1 | 0-0 | 6-2 | 5-1 | 5-0 | 3-0 | 5-1 | 3-0  | 4-1  |
| 4. «Брешія»        | 0-0 | 1-0 | 10-0 |     | 0-0 | 5-0  | 3-2  | 5-0 | 1-1 | 4-2 | 2-0 | 3-0 | 0-0 | 5-1 | 3-1  | 2-1  |
| 5. «Кремонезе»     | 0-2 | 3-1 | 0-2  | 2-1 |     | 6-0  | 4-1  | 3-2 | 0-0 | 4-2 | 5-1 | 1-0 | 0-2 | 3-0 | 2-1  | 1-0  |
| 6. «Фіорентіна»    | 0-3 | 2-0 | 2-3  | 2-3 | 2-1 |      | 3-0  | 1-2 | 0-4 | 0-4 | 1-1 | 0-1 | 0-1 | 2-0 | 0-2  | 1-1  |
| 7. «Фіумана»       | 1-2 | 2-1 | 0-2  | 0-2 | 1-1 | 4-2  |      | 0-0 | 1-3 | 0-2 | 1-1 | 2-2 | 2-2 | 4-0 | 1-1  | 2-1  |
| 8. «Дженова 1893»  | 6-1 | 5-0 | 3-0  | 1-1 | 2-0 | 7-0  | 4-2  |     | 3-3 | 1-0 | 2-1 | 2-1 | 2-0 | 2-2 | 1-0  | 11-0 |
| 9. «Ювентус»       | 0-0 | 0-0 | 1-1  | 0-1 | 3-0 | 11-0 | 11-0 | 2-0 |     | 0-1 | 3-1 | 4-0 | 1-3 | 2-0 | 4-0  | 4-0  |
| 10. «Лаціо»        | 1-0 | 2-0 | 0-1  | 0-1 | 3-0 | 5-1  | 2-0  | 0-2 | 1-2 |     | 0-0 | 4-0 | 1-1 | 4-0 | 1-0  | 3-0  |
| 11. «Наполі»       | 4-1 | 5-0 | 0-4  | 4-0 | 1-1 | 7-2  | 2-1  | 1-2 | 1-0 | 1-2 |     | 4-1 | 3-3 | 6-2 | 4-1  | 3-0  |
| 12. «Пістойєзе»    | 1-0 | 1-1 | 0-0  | 2-3 | 2-0 | 2-0  | 1-1  | 1-0 | 0-4 | 2-1 | 0-1 |     | 2-1 | 8-2 | 3-1  | 1-1  |
| 13. «Про Верчеллі» | 4-1 | 5-1 | 2-0  | 3-0 | 2-1 | 5-0  | 4-1  | 1-1 | 3-4 | 3-1 | 4-1 | 9-0 |     | 4-0 | 3-0  | 1-1  |
| 14. «Реджана»      | 1-4 | 2-2 | 3-9  | 1-4 | 3-4 | 2-3  | 1-1  | 2-1 | 2-2 | 1-1 | 8-2 | 2-2 | 3-1 |     | 4-5  | 3-4  |
| 15. «Венеція»      | 1-4 | 3-1 | 1-2  | 3-2 | 1-1 | 3-1  | 3-1  | 3-1 | 1-1 | 2-0 | 2-2 | 1-1 | 5-2 | 2-3 |      | 5-0  |
| 16. «Верона»       | 1-0 | 0-0 | 1-6  | 3-2 | 0-1 | 4-0  | 2-0  | 0-5 | 0-1 | 2-1 | 0-0 | 2-1 | 2-1 | 3-1 | 2-1  |      |

#### Бомбардири
Найвлучніші гравці групи В:
|     | Гравець           | Команда        | Голів |
| --- | ----------------- | -------------- | ----- |
| 1°  | Джузеппе Меацца   | «Амброзіана»   | 33    |
| 2°  | Анджело Ск'явіо   | «Болонья»      | 28    |
| 3°  | Аттіла Саллюстро  | «Наполі»       | 22    |
| 4°  | Антоніо Блазевич  | «Амброзіана»   | 20    |
| 5°  | Арнальдо Проспері | «Брешія»       | 19    |
| 6°  | Антоніо Бузіні    | «Болонья»      | 16    |
|     | Ерколе Бодіні     | «Дженоа»       | 16    |
|     | Антоніо Вояк      | «Ювентус»      | 16    |
|     | Луїджі Баярді     | «Про Верчеллі» | 16    |
| 10° | Луїджі Джуліані   | «Брешія»       | 15    |
|     | Федеріко Мунераті | «Ювентус»      | 15    |

## Кваліфікація
Кваліфікація для участі у розіграші Кубка Центральної Європи:
| 30 червня 1929 |

| «Ювентус»    | 1 – 0 | «Амброзіана» |
| ------------ | ----- | ------------ |
| Мунераті 47' |       |              |

| Турин Арбітр: Турбіані (Феррара) |

«Ювентус»: Джанп'єро Комбі, Вірджиніо Розетта, Умберто Калігаріс, Оресте Барале, Маріо Варльєн, Ліно Моска, Федеріко Мунераті, Джузеппе Галлуцці, Ренато Санеро, Карло Кротті, Альфредо Барізоне.
«Амброзіана»: Боніфаціо Смерці, Луїджі Аллеманді, Гвідо Джанфардоні, Сільвіо П'єтробоні, Джузеппе Віані, Армандо Кастеллацці, Леопольдо Конті, Джуліо Балестріні, Джузеппе Меацца, Антоніо Блазевич, Алессандро Моццолетті.
| 30 червня 1929 |

| «Мілан»                       | 2 – 2 | «Дженова 1893»          |
| ----------------------------- | ----- | ----------------------- |
| Сантагостіно 38' Торріані 43' |       | К'єккі 15' Ломбардо 80' |

| Мілан Арбітр: Карраро (Падова) |

Перегравання
| 12 липня 1929 |

| «Дженова 1893» | 1 – 1 | «Мілан»     |
| -------------- | ----- | ----------- |
| Пуерарі 52'    |       | Пасторе 32' |

| Генуя Арбітр: Гама (Мілан) |

«Дженова 1893» була визначена учасником Кубка Центральної Європи за допомогою жеребу.

## Національний фінал
| 1-й матч 23 червня 1929 |

| «Болонья»                        | 3 – 1 | «Торіно»      |
| -------------------------------- | ----- | ------------- |
| Делла Валле 31' Ск'явіо 41', 58' |       | Лібонатті 86' |

| Болонья Арбітр: Ровіда (Мілан) |

«Болонья»: Маріо Джанні, Еральдо Мондзельйо, Феліче Гаспері, П'єтро Дженовезі, Гастоне Бальді, Альфредо Пітто, Федеріко Бузіні, Джузеппе Делла Валле, Анджело Ск'явіо, Антоніо Бузіні, Джузеппе Муцціолі.
«Торіно»: Вінченцо Босіа, Джованні Вінченці, Чезаре Мартін, Даріо Мартін, Енріко Коломбарі, Маріо Спероне, Лучіано Веццані, Адольфо Балонч'єрі, Хуліо Лібонатті, Джино Россетті, Франческо Францоні.
| 2-й матч 30 червня 1929 |

| «Торіно»      | 1 – 0 | «Болонья» |
| ------------- | ----- | --------- |
| Лібонатті 65' |       |           |

| Турин Арбітр: Ленті (Генуя) |

«Торіно»: Вінченцо Босіа, Фелічано Монті, Чезаре Мартін, Даріо Мартін, Енріко Коломбарі, Джузеппе Аліберті, Лучіано Веццані, Адольфо Балонч'єрі, Хуліо Лібонатті, Джино Россетті, Франческо Францоні.
«Болонья»: Маріо Джанні, Еральдо Мондзельйо, Феліче Гаспері, П'єтро Дженовезі, Гастоне Бальді, Альфредо Пітто, Федеріко Бузіні, Джузеппе Делла Валле, Анджело Ск'явіо, Антоніо Бузіні, Джузеппе Муцціолі.
Оскільки за регламентом для визначення переможця враховувалися лише набрані у матчах фіналу очки, за рівності очок було призначено додаткову гру.
Додатковий матч
| 7 липня 1929 |

| «Болонья»    | 1 – 0 | «Торіно» |
| ------------ | ----- | -------- |
| Муцціолі 82' |       |          |

| Рим Арбітр: Карраро (Падова) |

«Болонья»: Маріо Джанні, Еральдо Мондзельйо, Феліче Гаспері, П'єтро Дженовезі, Гастоне Бальді, Альфредо Пітто, Джузеппе Мартеллі, Джузеппе Делла Валле, Анджело Ск'явіо, Антоніо Бузіні, Джузеппе Муцціолі.
«Торіно»: Вінченцо Босіа, Фелічано Монті, Чезаре Мартін, Даріо Мартін, Енріко Коломбарі, Антоніо Янні, Лучіано Веццані, Адольфо Балонч'єрі, Хуліо Лібонатті, Джино Россетті, Франческо Францоні.

## Склад чемпіона
| «Болонья» |
| Воротарі: Маріо Джанні (32), Паріде Педреті (1). Захисники: Еральдо Мондзельйо (31), Феліче Гаспері (31), Ромільдо Меркателлі (2). Півзахисники: П'єтро Дженовезі (30, 2), Гастоне Бальді (29, 6), Альфредо Пітто (28, 3), Альберто Поцці (16, 6), Фернандо Безолі (2), Гвідо Негріні (2). Нападники: Джузеппе Муцціолі (32, 8), Антоніо Бузіні (30, 17), Анджело Ск'явіо (29, 27), Джузеппе Делла Валле (20, 8), Федеріко Бузіні (17, 3), Джузеппе Мартеллі (14), Ніно Коджоллі (6,1), Ніно Лоллі (3), Умберто Ді Джамберардіно (2), Карло Гілліні (2), Бернардо Перін (1,1), Педро Гальяні (1). Тренер: Германн Фельснер. |